# Jaroslav Veselák
Jaroslav Veselák (* 21. září 1940 Pocinovice) je český medailér, sochař, keramik a pedagog. Žije a tvoří v Záluží u Plzně, kde má i ateliér. Jeho syn je architekt Jaromír Veselák.

## Dílo
- 1971: keramické stély pro MŠ v Plzni – Skvrňanech (dochováno poškozené v depozitu)
- 1974: keramické plastiky zvířat pro MŠ ve Plzni – Skvrňanech
- 1974: keramické plastiky zvířat pro MŠ v Horní Bříze
- 1976: dělicí stěna pro exteriér hotelu Cizinecký dům
- 1977: pískovcový nástěnný Reliéf na hudební téma (Plzeň – Skvrňany)
- 1977 : pískovcová plastika Věda a technika (Plzeň-Skvrňany), pouze návrh - realizovalo Ústředí uměleckých řemesel Praha
- 1978: pískovcová plastika Učitel (Plzeň-Skvrňany)
- 1981: keramická kašna - zámek Kout na Šumavě
- 1981: pískovcová plastika Život v míru (alternativní název Rodina) (Plzeň-Košutka)
- 1983: pískovcová plastika Revoluční ( ZŠ Rokycany)
- 1984: pískovcová plastika Pramen (vysokoškolské koleje Plzeň-Lochotín)
- 1985: pískovcová plastika Plavec (Plavecký bazén Plzeň-Slovany)
- 1986 zakázka na 12 medailonů osobností spjatých s plzeňským divadlem od arch. Pavla Němečka při adaptaci Velkého divadla (pro vytížení vytvořil pouze tři: Karen, Vojan, Beníšková)
- 1986: fontána před Velkým divadlem v Plzni
- 1992: betonová plastika Vibrace - kampus ZČU Plzeň-Bory
- 1995: návrh a realizace medaile K. Engliše pro AV Praha, 1. cena (medailérství)
- 1997: návrh pamětní medaile Jana Patočky pro AV, 2. cena
- 2006: medailon malíře Václava Brožíka v Třemošné
- 2000: návrh a realizace medaile Senátu Parlamentu ČR, 1. cena
- 2007: pamětní deska básníka Bohumila Polana v Plzni (spolupráce Václav Jícha)
- 2009: pamětní deska generála Josefa Bílého v Písku
- 2014: socha sv. Floriána na hasičské zbrojnici v Nevřeni
- 2014: pamětní deska malíře Václava Živného v Plzni (spolupráce se svými žáky)
- 2017: bysta hudebního skladatele Johanna Sebastiana Bacha v Dobřanech
- 2017: plastika Kryštof pro soukromou zahradu v Plzni
- 2018: medailon učitelky Marie Helmové v Gymnáziu Luďka Pika v Plzni (spolupráce Rudolf Matějka)
- 2019: medailon malíře Jiřího Trnky ve stejnojmenné galerii (vytvořený 1994)

## Ocenění
- 2014: cena města Plzně za celoživotní dílo v oblasti výtvarného umění

## Galerie

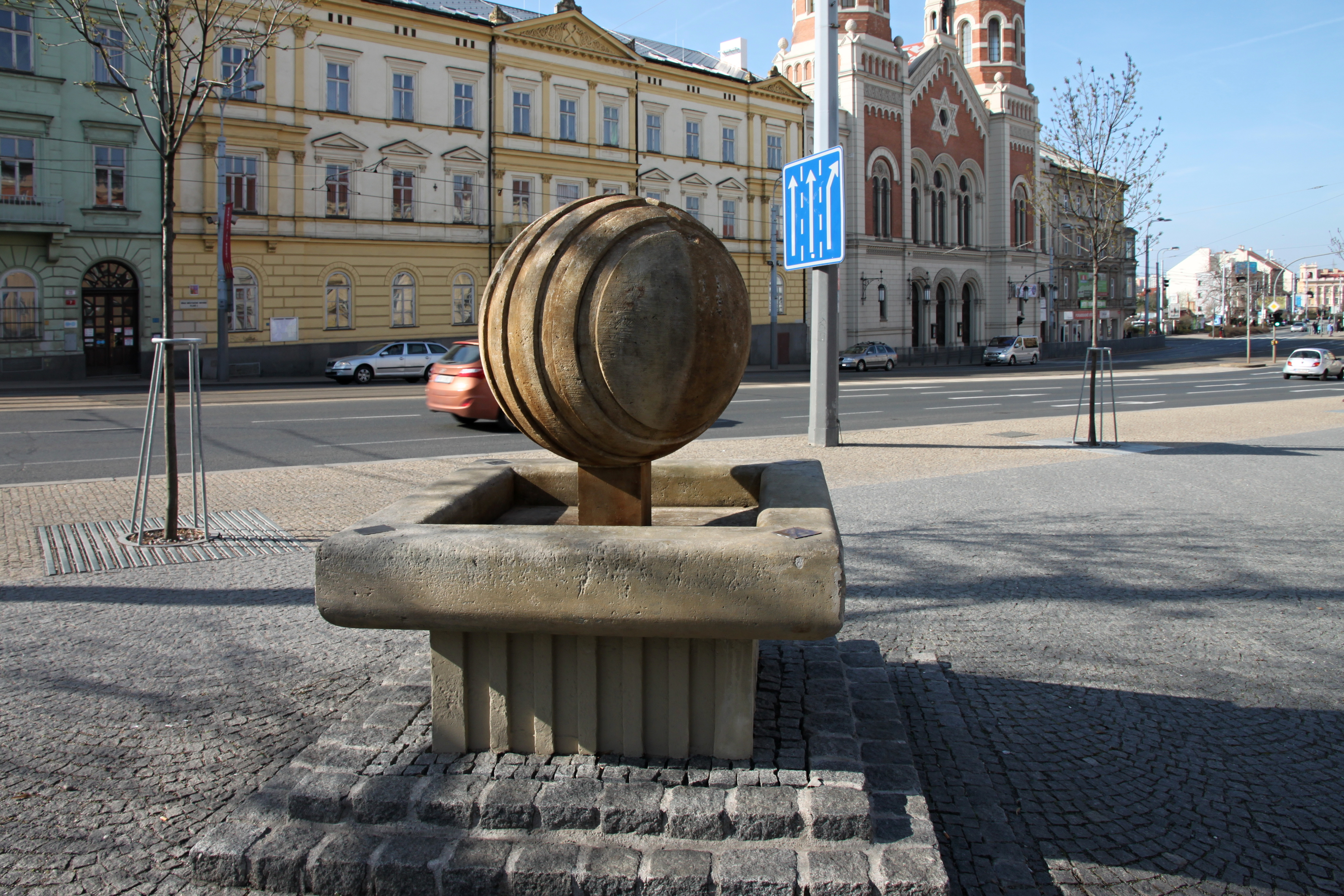
Kašna u Tylova divadla, Sady Pětatřicátníků, Plzeň, autor Jaroslav Veselák
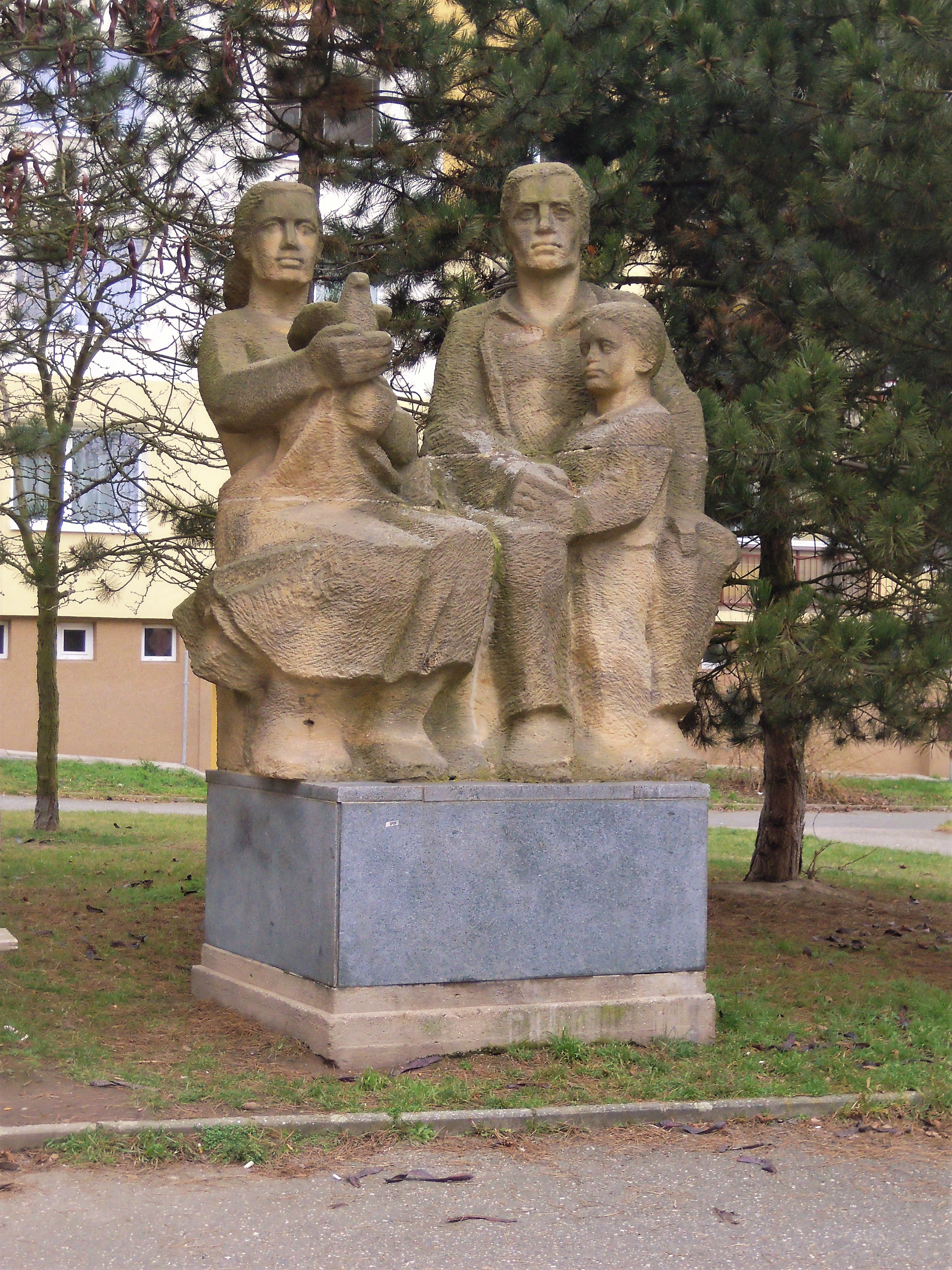
Sousoší Život v míru, Manětínská ulice, Plzeň, autor Jaroslav Veselák
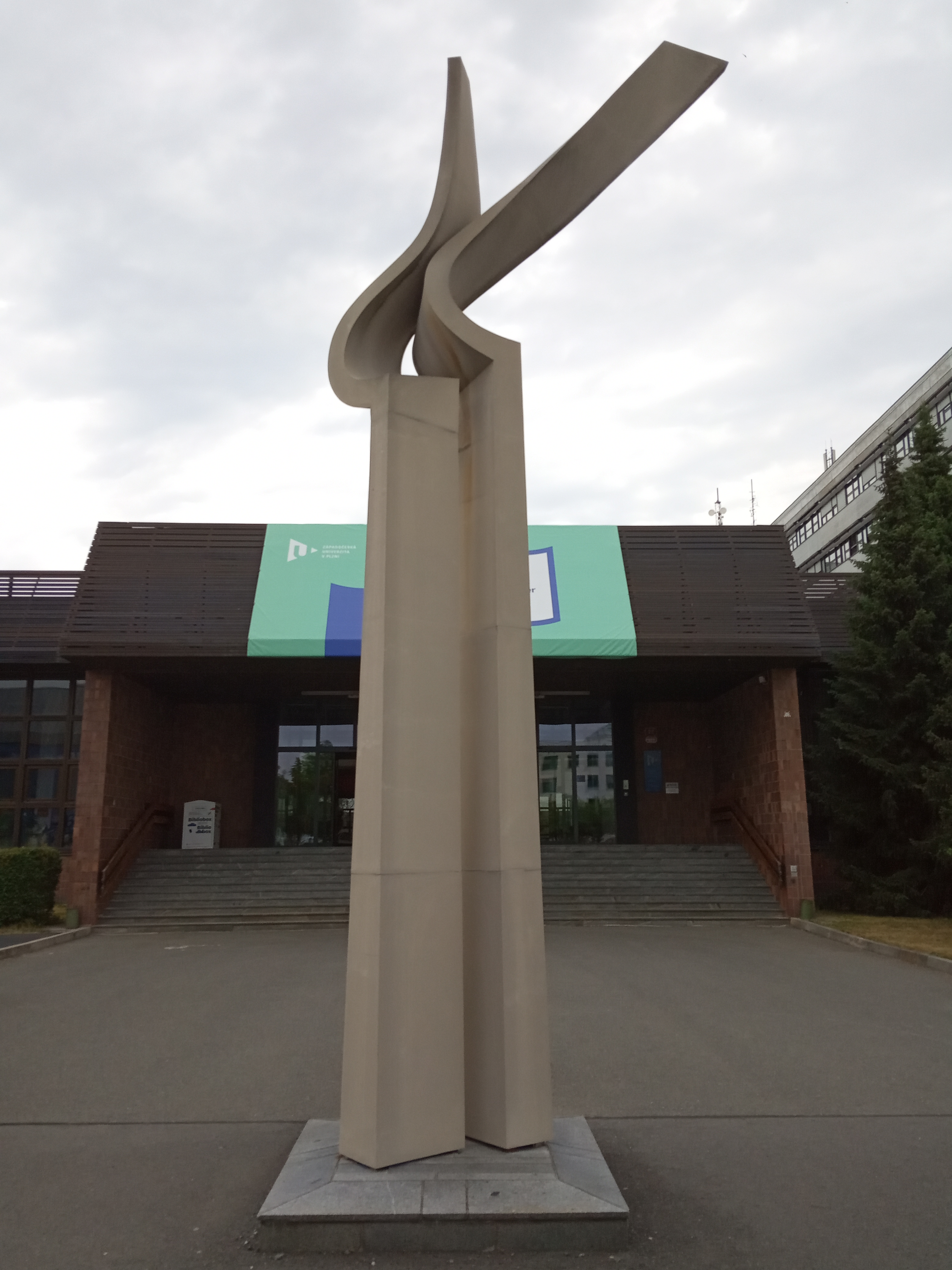
Plastika Vibrace, kampus Západočeské univerzity, Plzeň, autor Jaroslav Veselák